# Amparanoïa
Amparanoïa est un groupe espagnol de rock alternatif latino, originaire de Madrid, actif entre 1996 et 2008. Le groupe est né de la rencontre entre Amparo Sánchez et Manu Chao en 1995 à Madrid.

## Histoire
Le groupe s'appelait à l'origine Los Amparos del Blues ; les autres membres étaient Robert Johnson et Piluka. Ils jouaient dans les bars de la scène alternative madrilène les titres qui allaient composer le premier album, El Poder de Machín.
En 1995, Amparo Sánchez rencontre Manu Chao, dont elle partagera la vie pendant plusieurs années. Mi-1997, le groupe prend le nom d’Amparanoïa (mot-valise composé d'Amparo et de paranoïa) et fait partie de l’autobus de la Caravane des Quartiers, affrété par Manu Chao et les autres amis : Dani Carbonell de Macaco, Joan Garriga de Dusminguet, y Muñeco d’Ojos de Brujo, entre autres. Le groupe enchaîne tournées et festivals, et s'impose comme un acteur majeur du rock alternatif espagnol. Amparo monte même sur scène alors qu’elle était enceinte de 8 mois. Le deuxième album, Feria furiosa, est d’influence cubaine.
Fin 2000, Amparo part en voyage à Mexico et est impressionnée par la sincérité de la lutte zapatiste et par la poésie et la simplicité de son porte-parole, le sous-commandant Marcos. À son retour, elle forme avec plusieurs amis le Sound System de La Realidad. En 2001, ils rejoignent la caravane de la marche zapatiste sur Mexico et reversent les fonds obtenus durant cette tournée improvisée à la communauté de La Realidad au Chiapas.
Le groupe sort ensuite Somos viento auquel ont collaboré des musiciens de Cuba, Vesko Kountchev de Bulgarie, du Venezuela (Nestor « El Yur », percussion), du Danemark (Sinas Svenden, mridang), de Suède (Tomás Rundquist, sitar et guitare), de Barcelone (Joan Garriga, accordéonniste de Dusminguet), de Colombie (Beto Bedoya de Macaco, voix), de Madrid (Jairo Zavala, guitare et Begoña Matu, chœurs), du Maghreb (Bachir Fardouss, darbuka et voix, et Abdesselam Naiti, qanûn) et de Moldavie (Lidia Vrabie et Marat Djapanov, voix).
Avec Manu Chao et Fermin Muguruza, le groupe organise en novembre 2002  à Madrid Aguascalientes, un festival de rencontre sur trois jours avec de la musique et des débats autour de la problématique des zapatistes au Mexique. Le groupe sort ensuite Enchilao, album plus électronique, aux influences latines et de bossa nova, et partent en tournée (dont le Festival Popkomm en Allemagne, festival WOMEX à Séville…).
En février 2004 sort le single Dont't Leave Me Now, un duo avec le groupe Calexico.
En octobre 2008 a lieu le concert d'adieu d'Amparanoïa au Palais des Congrès de Liège au festival Alter-Echos, en effet Amparo Sánchez quitte le groupe pour devenir soliste.

## Prix
- 2005 : World Music Award de la BBC comme meilleur groupe européen[1],[5].

## Discographie

### Albums studio
- 1993 : Haces Bien (Amparo and The Gang - La Fábrica Magnética)
- 1997 : El Poder de Machín (Edel)[6], avec la participation de Manu Chao[7]
- 1999 : Feria furiosa (Edel) (titres en collaboration avec Manu Chao : Desperado et Caravane)
- 2002 : Somos viento
- 2003 : Enchilao
- 2004 : Rebeldia con alegria (avec la participation de Manu Chao)
- 2006 : La vida te da'
- 2017 : El coro de mi gente

### Singles
- 1997 : Hacer Dinero/Moreno (Edel)
- 1997 : En la Noche (Edel)
- 1997 : Me lo Hago Sola (Edel)
- 1998 : Que te Den (Edel)
- 1997 : ¿Qué Será de Mi? (Edel)
- 1999 : Desperado (Edel)
- 1999 : La Pared (Edel)
- 1999 : La Maldición/La Bossa Maldición/Maldi Funky Pastillas/Destino (Dub Remix)  : Bande originale du film Los Lobos de Washington de Mariano Barroso (Edel)
- 2002 : La Fiesta (Hispavox-Emi)

### EP
- Llámamemañana, (deux inédits  : Llámamemañana/Mar Estrecho, trois remixs : Killed Me/La Tomasa/Hacer Dinero et version « radio edit » de Llámamemañana, Edel, 2000).

### Collaborations
- Carlos Jean, Back to earth  : Mira pa´dentro.
- Bande originale du film Machín, toda una vida de Nuria Villazan, reprise de Dos gardenias.
- Bande originale du film Volverás d'Antonio Chavarrias : Rumba de perros et Mira pa´dentro.
- Paradisu Zinema, Joxe Ripiau (Esan Ozenki, 98) : Habana, Abenduak 31 et Afrikan Blues.
- 77, 7 Notas 7 Colores (La Madre, 98) : Hacer Dinero, Más.
- Cántame Mis Canciones (hommage à Jackson Browne), Jabier Muguruza (Columna Música, 98) : Niño
- El Mono en el Ojo del Tigre, Macaco (Edel, 99) : Revolución.
- Brigadistak Sound System, Fermin Muguruza (Esan Ozenki, 99) : Oasiko Erregina.
- Peret, Rey de la Rumba, Peret (Chewaka, 2000). reprise de Qué suerte.
- Me Voy con el Gusto, Lumbalu (El Ventilador, 2001): El Rumor de los Tambores.
- Uprooted, Undrop (Gopal Records-Locomotive, 2001) : Calling Gopinath.
- Ethnotronic, Varios (Rastaforo Producciones-New Records, 2001) : Aguanta la Vela.
- Cybertropic Chilango Power, Los de abajo (LuakaBop-Chewaka, 2002) : Señor Judas

### Bandes originales de films
- Barrio (Fernando Léon). Julio 98  : Hacer Dinero.
- Hongos (Ramón Salazar) : Buen Rollito et Me lo Hago Sola. 98
- Los lobos de Washington (Mariano Barroso). 99 : Caravane, La Maldición, Desperado.
- Tardes con Gaudi (Lola films). 2000 : Hacer Dinero
- Du côté des filles (Françoise Decaux-Thomelet). 2001 : Puerto Claridad et Las Especies.